# Stara Wieś (Makoszyn)
Stara Wieś – część wsi Makoszyn w Polsce, położona w województwie świętokrzyskim, w powiecie kieleckim, w gminie Bieliny.
W latach 1975–1998 Stara Wieś administracyjnie należała do województwa kieleckiego.